# Adalberto Peñaranda
Adalberto Peñaranda Maestre (* 31. Mai 1997 in Alberto Adriani) ist ein venezolanischer Fußballspieler. Der Stürmer steht bei Boavista Porto unter Vertrag.

## Karriere

### Im Verein
Seine Anfänge im Profibereich absolvierte Adalberto Peñaranda bei Deportivo La Guaira, bis er 2015 den Schritt nach Europa zu Udinese Calcio wagte. Diese liehen ihn in der Folge direkt zum FC Granada aus. Ohne jeden Pflichtspieleinsatz für Udine, verpflichtete der englische Erstligist FC Watford Peñaranda im Februar 2016, die ihn direkt zum FC Granada ausliehen. Für die Hinrunde der Saison 2016/17 kehrte er leihweise zu Udinese Calcio zurück. In der Rückrunde spielt Peñaranda auf Leihbasis beim FC Málaga. Diese Ausleihe wurde von Malaga gemäß einer vereinbarten Option für die Saison 2017/18 verlängert.
Nach seiner Rückkehr zu Watford in der Saison 2018/19 hatte Peñaranda noch keine Arbeitserlaubnis für Großbritannien. Diese wurde erst im November 2018 erteilt. Watford unterzeichnete dann einen neuen Vertrag über fünf Jahre mit ihm. Dennoch stand er während der gesamten restlichen Saison bei keinem Ligaspiel auf dem Platz. Meist gehörte er noch nicht einmal zum Kader. Nur bei zwei Spielen des FA Cups, des englischen Pokals, spielte er tatsächlich.
Kurz vor Ende des Transferfensters der Saison 2019/20 wurde eine Ausleihe für diese Saison mit dem belgischen Erstdivisionär KAS Eupen vereinbart. Ende Januar 2020 wurde die Ausleihe nach nur fünf Ligaeinsätzen vorzeitig beendet.
Im Oktober 2020 folgte dann eine weitere Ausleihe zum bulgarischen Erstligisten und Europa-League-Teilnehmer ZSKA Sofia. Dort kam er nur zu fünf Einsätzen in 23 möglichen Ligaspielen, zwei Spielen in der Europa League und zwei Spielen im bulgarischen Pokal.
Peñaranda kehrte zunächst nach Watford zurück. Mitte Juli 2021 wurde er für die Saison 2021/22 an den spanischen Zweitligisten UD Las Palmas verliehen. Hier kommt er auf 18 von 44 möglichen Ligaspielen und ein Pokalspiel.
Zur Saison 2022/23 kehrte er wieder nach Watford zurück, gehörte aber nicht zum offiziellen Kader. Seit September 2022 ist Adalberto Peñaranda bei Boavista Porto.

### In der Nationalmannschaft
2016 debütierte Peñaranda unter Nationaltrainer Rafael Dudamel in der venezolanischen A-Nationalmannschaft und wurde zunächst schnell Stammspieler. Bei den Qualifikationsspielen zur Fußball-Weltmeisterschaft 2018, für die sich Venezuela als Gruppenletzter nicht qualifizierte und beim Copa América 2019 gehörte er nicht zum Kader, so dass er 2018 und 2019 lediglich bei drei Freundschaftsspielen auf dem Platz stand.